# 希比 (內布拉斯加州)
希比（英語：Shippee）是位於美國內布拉斯加州雷德威洛縣的非建制地區。

## 歷史
希比的郵局於1913年設立，其後於1933年停運。

## 地理
希比所處的海拔為高於海平面737米（即2418英呎），而該地所採用的時區為UTC-6，即北美中部时区（CST）。同時該地設有夏令時間，為UTC-6調快一小時，即UTC-5（CDT）。